# Campionati europei di biathlon 2023
I Campionati europei di biathlon 2023 sono stati la 30ª edizione della massima manifestazione continentale di biathlon.
Organizzati dall'IBU, si sono svolti dal 25 al 29 gennaio 2023 a Lenzerheide, in Svizzera.

## Calendario
| Uomini | 20 km individuale |   | 10 km sprint  | 12,5 km inseguimento |                               | 3 |
| Donne  | 15 km individuale |   | 7,5 km sprint | 10 km inseguimento   |                               | 3 |
| Misto  |                   |   |               |                      | Staffetta & Staffetta singola | 2 |
| Totale | 2                 | 0 | 2             | 2                    | 2                             | 8 |

## Medagliere
| Pos.   | Nazione  | Oro | Argento | Bronzo | Totale |
| ------ | -------- | --- | ------- | ------ | ------ |
| 1      | Norvegia | 5   | 2       | 1      | 8      |
| 2      | Germania | 2   | 1       | 3      | 6      |
| 3      | Ucraina  | 1   | 2       | 0      | 3      |
| 4      | Svezia   | 0   | 2       | 1      | 3      |
| 5      | Svizzera | 0   | 1       | 0      | 1      |
| 6      | Francia  | 0   | 0       | 2      | 2      |
| 7      | Slovenia | 0   | 0       | 1      | 1      |
| Totale | Totale   | 8   | 8       | 8      | 24     |

## Podi

### Uomini
| Evento               | Oro                | Tempo   | Argento            | Tempo   | Bronzo           | Tempo   |
| 20 km individuale    | Endre Strømsheim   | 51'05"9 | Anton Dudčenko     | 53'10"6 | Lovro Planko     | 53'22"4 |
| 10 km sprint         | Erlend Bjøntegaard | 24'57"3 | Vebjørn Sørum      | 25'08"8 | Philipp Nawrath  | 25'40"3 |
| 12,5 km inseguimento | Vebjørn Sørum      | 34'37"5 | Erlend Bjøntegaard | 35'05"6 | Endre Strømsheim | 35'41"2 |

### Donne
| Evento             | Oro                  | Tempo   | Argento         | Tempo   | Bronzo            | Tempo   |
| 15 km individuale  | Lisa Maria Spark     | 45'02"4 | Julija Džyma    | 45'07"9 | Selina Grotian    | 45'35"7 |
| 7,5 km sprint      | Anastasija Merkušyna | 23'14"5 | Tilda Johansson | 23'15"0 | Vanessa Hinz      | 23'16"3 |
| 10 km inseguimento | Selina Grotian       | 30'25"6 | Tilda Johansson | 30'43"2 | Gilonne Guigonnat | 30'49"2 |

### Misti
| Evento            | Oro                                                                      | Tempo     | Argento                                                                   | Tempo     | Bronzo                                                               | Tempo     |
| Staffetta singola | Norvegia Jurne Arnekleiv Endre Strømsheim                                | 34'34"7   | Svizzera Amy Baserga Niklas Hartweg                                       | 34'51"3   | Francia Paula Botet Émilien Claude                                   | 34'55"7   |
| Staffetta         | Norvegia Maren Kirkeeide Karoline Erdal Erlend Bjøntegaard Vebjørn Sørum | 1h03'40"9 | Germania Lisa Maria Spark Selina Grotian Dominic Schmuck Lucas Fratzscher | 1h04'06"0 | Svezia Tilda Johansson Stina Nilsson Malte Stefansson Anton Ivarsson | 1h04'27"7 |